# Gao Chang
Pour les articles homonymes, voir Gao.
Dans ce nom chinois, le nom de famille, Gao, précède le nom personnel.
Chang Gao, née le 29 janvier 1987 à Jinan, est une nageuse chinoise spécialiste des épreuves de dos.

## Biographie
Sélectionnée pour participer aux Jeux olympiques de 2004 à Athènes sur 100 m dos, elle atteint les demi-finales, lors desquelles elle est éliminée avec le quinzième temps total. L'année suivante, elle remporte la médaille d'argent du 50 m dos aux championnats du monde organisés à Montréal. Elle remonte sur le podium planétaire en grand bassin quatre ans plus tard à Rome grâce à sa troisième place, toujours sur 50 m.
En petit bassin, son palmarès est riche de huit médailles lors des championnats du monde, toujours dans sa nage fétiche. Lors de l'édition 2010, elle a décroché l'unique titre mondial de sa carrière au sein du relais 4 × 100 m quatre nages, en vertu de sa participation en série.

## Palmarès

### Championnats du monde
| Épreuve                | Édition                                 | Édition        | Édition                                 | Édition                           |
| Épreuve                | Montréal 2005                           | Melbourne 2007 | Rome 2009                               | Shanghai 2011                     |
| 50 m dos               | Argent 28 s 69                          | 6e 28 s 70     | Bronze 27 s 28                          | 4e 28 s 06                        |
| 100 m dos              | 16e temps des demi-finales 1 min 2 s 86 | —              | 10e temps des demi-finales 1 min 0 s 21 | 22e temps des séries 1 min 1 s 84 |
| 4 × 100 m quatre nages |                                         |                |                                         | Argent alignée en série           |

| Épreuve                | Édition           | Édition              | Édition                            | Édition             |
| Épreuve                | Indianapolis 2004 | Shanghai 2006        | Manchester 2008                    | Dubaï 2010          |
| 50 m dos               | Argent 27 s 55    | Bronze 27 s 28       | Argent 26 s 70                     | 5e 27 s 00          |
| 100 m dos              | Argent 59 s 61    | Bronze 58 s 74       | 10e temps des demi-finales 58 s 94 | Bronze 56 s 21      |
| 4 × 100 m quatre nages | 4e 4 min 2 s 42   | Bronze 3 min 55 s 76 | 6e 4 min 0 s 49                    | Or alignée en série |